# Hercules (Händel)
Hercules (HWV 60, deutsch: Herakles, auch: Herkules) ist ein englischsprachiges Oratorium in drei Akten von Georg Friedrich Händel. Von ihm selbst wurde es als A New Musical Drama angekündigt und ist neben Semele eines seiner beiden dramatischen Oratorien, welche kein biblisches, sondern ein mythologisches Thema zur Grundlage haben, womit es ähnlich wie Semele in der Nähe der Oper steht. Das Libretto stammt von Thomas Broughton.

## Entstehung
In der jährlich wiederkehrende Subskriptions-Konzertreihe in der Fastenzeit wollte Händel auch in der Spielzeit 1744/45 wieder zwei neue Oratorien anbieten. Er entschied sich trotz des in der Vorsaison nur mäßigen Erfolges der auf einem mythologischen Stoff fußenden Semele, neben einem geistlichen auch wieder ein weltliches Oratorium zu komponieren. Es war nicht ungewöhnlich, wenn Händel ein Oratorium in wenigen Wochen niederschrieb. Im Sommer 1744 fällt aber auf, dass er dies gleich mit zweien nacheinander tat. Am 19. Juli 1744 begann er zunächst mit der Komposition des ersten Aktes vom Hercules und notierte am Beginn der Kompositionspartitur: „angefangen July 19. ♃ [Donnerstag] 1744.“. Diesen stellte er am 30. Juli fertig: „geendiget dies. 1. Akt Juli 30 ☽ [Montag] 1744.“. Den zweiten Akt schloss er am 11. August ab: „Fine dell’ Atto 2do Agost 11. 1744 ♄ [Samstag]“. Offenbar war er dann am 17. August mit der Komposition fertig: „Fine. London. Agost: 17. ♀ [Freitag] 1744.“. Wann er dann die Partitur „ausgefüllt“, also die Mittelstimmen ergänzt hatte, lässt sich nicht mehr klären, da bei einer späteren Rand-Beschneidung beim Binden der Partitur nach „völlig geendiget“ das Datum abgeschnitten wurde. Händel muss aber mit dem Werk am 21. August fertig gewesen sein, denn an diesem Tag schrieb er einen Brief an Charles Jennens, dem Librettisten des zweiten, biblischen Oratoriums für die Spielzeit, Belshazzar, in dem er um Übersendung von dessen drittem Akt bat. Offenbar hatte Jennens mit dem Tempo des Komponisten nicht Schritt halten können und erst den Text für die beiden ersten Akte gedichtet. Ohne auf den dritten zu warten, machte sich Händel schon am 23. August an die Komposition des Belshazzar.
Über den Winter plante Händel bis zur Fastenzeit 24 Konzerte im Theater am Haymarket zu machen und begann am 3. November mit Deborah. Nachdem auch noch Wiederaufnahmen der Semele liefen, fand die Uraufführung des Hercules am 5. Januar 1745 im King’s Theatre am Londoner Haymarket unter erschwerten Bedingungen statt, da Susanna Maria Cibber, die den Lichas singen sollte, kurzfristig erkrankte. Ihre Arien fielen aus und die Rezitative wurden vom ebenfalls nicht gesunden Bassisten Gustavus Waltz gesprochen, um dem Publikum die Möglichkeit zu geben, der Handlung überhaupt folgen zu können. Waltz war aber so heiser, dass er kaum ein Wort herausbrachte.
Die Besetzung der Uraufführung war:
- Hercules – Henry Theodore Reinhold (Bass)
- Dejanira – Miss Robinson[2] (Mezzosopran)
- Iole – Elisabeth Duparc, detta „La Francesina“ (Sopran)
- Hyllus – John Beard (Tenor)
- Lichas – von Gustavus Waltz gesprochen, da Susanna Maria Cibber (Alt) erkrankt war.

Obwohl die Aufführung sehr schlecht besucht und das Haus nur halb gefüllt war, setzte Händel am 12. Januar eine weitere Vorstellung des Hercules an. Susanna Cibber konnte zwar wieder singen, aber dennoch war es für Händel künstlerisch und geschäftlich so ein Fiasko, dass er beschloss, die Spielsaison nach sechs stattgefundenen Abenden abzubrechen und veröffentlichte am 17. Januar eine Ankündigung im „Daily Advertiser“, dass den Subskribenten das Geld für die restlichen Konzerte zurückgezahlt werde:

“HAVING for a Series of Years received the greatest Obligations from the Nobility and Gentry of this Nation, I have always retained a deep Impression of their Goodness. As I perceived, that joining good Sense and significant Words to Musick, was the best Method of recommending this to an English Audience; I have directed my Studies that way, and endeavour’d to shew, that the English Language, which is so expressive of the sublimest Sentiments, is the best adapted of any to the full and solemn Kind of Musick. I have the Mortification now to find, that my Labours to please are become ineffectual, when my Expences are considerably greater. To what Cause I must impute the Loss of the publick Favour, I am ignorant, but the Loss itself I shall always lament. In the mean time, I am assur’d that a Nation, whose Characteristick is Good Nature, would be affected with the Ruin of any Man, which was owing to his Endeavours to entertain them. I am likewise persuaded, that I shall have the Forgiveness of those noble Persons, who have honour’d me with their Patronage, and their Subscription this Winter, if I beg their Permission to stop short, before my Losses are too great to support, if I proceed no farther in my Undertaking; and if I intreat them to withdraw three Fourths of their Subscription, one Fourth Part only of my Proposal having been perform’d. I am, SIR, Your very humble Servant, G. F. HANDEL.
Attendance will be given at Mr. Handel’s House in Brook’s Street, near Hanover-Square, […] in Order to pay back the Subscription Money, on returning the Subscription Ticket.”

„Nachdem ich über eine Reihe von Jahren hinweg die größten Gefälligkeiten seitens des hohen und niederen Adels dieser Nation erfahren habe, war ich stets tief beeindruckt von dessen Güte. Da ich erkannte, dass die Verbindung von sinn- und bedeutungsvollen Worten mit der Musik die beste Methode war, letztere einem englischen Publikum nahezubringen, habe ich meine Bemühungen in diese Richtung gelenkt und versucht zu zeigen, dass die englische Sprache, welche die erhabensten Gefühle so ausdrucksstark wiederzugeben vermag, besser als jede andere Sprache für diese feierliche Art von Musik geeignet ist. Nun muss ich mit Bedauern feststellen, dass meine Bemühungen, zu gefallen, wirkungslos geworden sind, während meine Ausgaben erheblich gestiegen sind. Ich weiß nicht, worauf ich den Verlust der öffentlichen Gunst zurückführen soll, aber ich werde ihn immer bedauern. Gleichzeitig bin ich mir sicher, dass eine Nation, deren Merkmal Gutherzigkeit ist, vom Ruin eines Mannes mitbetroffen wäre, der sich bemühte, sie zu unterhalten. Ebenso bin ich überzeugt, dass mir jene edlen Personen, die mich mit ihrer Gönnerschaft und ihrer Unterstützung in diesem Winter geehrt haben, vergeben werden, wenn ich sie um Erlaubnis bitte, aufzuhören, bevor meine Verluste zu groß werden, um sie tragen zu können, und wenn ich mein Unternehmen nicht weiterverfolge, und sie bitte, drei Viertel ihrer Subskription zurückzunehmen, da nur ein Viertel meines Vorhabens umgesetzt worden ist. Ich verbleibe, meine Herren, Ihr sehr ergebener Diener, G. F. HÄNDEL.
Die Rückzahlung der Subskriptionsgelder erfolgt gegen Rückgabe der Subskriptionskarte im Haus von Herrn Händel in der Brook‘s Street in der Nähe des Hanover Square.“

Schon am nächsten Tag wandten sich einige Musikliebhaber in derselben Zeitung an die Öffentlichkeit mit der Bitte an die anderen Abonnenten, die Rückzahlung abzulehnen:

“SIR, UPON Reading Mr. HANDEL’s Letter in your Paper this Morning, I was sensibly touch’d with that great Master’s Misfortunes, failing in his Endeavours to entertain the Publick; whose Neglect in not attending his admirable Performances can no otherwise be made up with Justice to the Character of the Nation, and the Merit of the Man, than by the Subscribers generously declining to withdraw the Remainder of their Subscriptions. I would lament the Loss of the Publick in Mr. Handel, in Strains equal to his if I was able, but our Concern will be best express’d by our Generosity. We are, SIR, Your obedient Servants, SUBSCRIBERS.”

„Als ich heute Morgen Herrn HÄNDELS Brief in Ihrer Zeitung las, war ich tief bewegt von dem Unglück dieses großen Meisters, der in seinen Bemühungen, das Publikum zu unterhalten, gescheitert ist. Die Nachlässigkeit des Publikums, seine bewundernswerten Darbietungen nicht zu besuchen, kann nur durch die großzügige Entscheidung der Abonnenten, den Rest ihrer Abonnements nicht zu kündigen wieder gutgemacht werden, um dem Charakter der Nation und den Verdiensten dieses Mannes gerecht zu werden. Ich würde Händels Verlust des Publikums in Worten beklagen, die seinen Werken ebenbürtig sind, wenn ich dazu in der Lage wäre, aber unsere Sorge kommt am besten durch unsere Großzügigkeit zum Ausdruck. Wir sind, GEEHRTER HERR, Ihre ergebenen Diener, die ABONNENTEN.“

Offenbar schlossen sich viele Subskribenten dieser großzügigen Geste an, denn wenige Tage später kündigte Händel an, die Saison so weit wie möglich fortsetzen zu wollen. Insgesamt wurden 16 der angesetzten 24 Konzerte gegeben; neben Vorstellungen von Samson, Saul, Joseph and his Brethren und Messiah wurde am 27. März erstmals Belshazzar aufgeführt.
Warum die Produktion des Hercules so ein Desaster war, lässt sich nur durch ein Zusammenwirken verschiedener Ursachen erklären. Das Londoner Publikum wollte entweder italienische Oper oder aber englisches Oratorium auf alttestamentlicher Grundlage hören. Für eine „Mischform“ aus beidem konnte man sich schon bei der Semele nicht erwärmen. Dazu kamen noch die Ränke der Adelsoper des Lord Middlesex und einiger anderer Personen der Londoner Aristokratie, wie Margaret Cecil, Lady Brown, die aggressiv gegen Händels Oratorien-Aufführungen arbeiteten, indem sie Plakate herunterreißen ließen und Händels Aufführungstermine mit Kartenspielabenden oder Bällen für Londons gehobene Gesellschaft belegten.
Weitere Gründe versuchte Charles Jennens, Händels Librettist des im Entstehen begriffenen Belshazzar, zu analysieren:

“For the two last years he had perform’d Oratorios in Covent-garden Playhouse on Wednesdays & Fridays in Lent only, when there was no publick Entertainment of any consequence to interfere with him: & his gains were considerable, 2100£ one year, & 1600£ the other, for only 12 performances. Flush’d with this success, the Italian Opera being drop’d, he takes the Opera-house in the Hay-market, for this Sea¬son at the rent of 400£, buys him a new Organ, & instead of an Oratorio produces an English Opera call’d Hercules, which he performs on Saturdays during the run of Plays, Concerts, Assemblys, Drums, Routs, Hurricanes, & all the madness of Town Diversions. His Opera, for want of the top Italian voices, Action, Dresses, Scenes & Dances, which us’d to draw company, & prevent the Undertaker’s losing above 3 or 4 thousand pounds; had scarce half a house the first night, much less than half the second; & he has been quiet ever since.”

„In den letzten zwei Jahren hatte er [Händel] Oratorien im Covent-Garden-Theater nur mittwochs und freitags in der Fastenzeit aufgeführt, wenn [sonst] keine öffentlichen Veranstaltungen von Bedeutung stattfanden, die dem hätten im Wege stehen können: Und seine Einnahmen waren beträchtlich, 2100 £ in einem Jahr und 1600 £ im anderen für nur zwölf Aufführungen. Beflügelt von diesem Erfolg, mietete er für diese Saison für 400 £ das Opernhaus am Haymarket, nachdem die italienische Oper dort aufgegeben worden war, kaufte sich eine neue Orgel und produzierte anstelle eines Oratoriums eine englische Oper namens Hercules, die er samstags aufführte, wenn gleichzeitig Schauspiele, Konzerte, Versammlungen [und andere ausgelassene Zusammenkünfte vornehmer Personen beiderlei Geschlechts] und all die anderen verrückten Vergnügungen der Stadt stattfanden. Seine Oper, der es nicht nur an den besten italienischen Sängern, sondern auch an Handlung, Kostümen, Kulissen und Balletten mangelte, die früher das Publikum anzogen und verhinderten, dass die Veranstalter mehr als drei- oder viertausend Pfund Verlust machten, hatte am ersten Abend kaum die Hälfte des Hauses gefüllt, am zweiten Abend noch viel weniger als die Hälfte; und seitdem ist es ruhig um ihn geworden.“

## Aufführungsgeschichte
Hercules blieb zu Händels Lebzeiten ein wenig populäres Werk. Nur 1749 und 1752 wurde es unter seiner Leitung für zwei bzw. eine Aufführung und nicht sonderlich erfolgreich wiederaufgenommen. Die Aufführung in Salisbury im Herbst 1756 während des „St. Cecilia Festivals“ (ohne Händels Beteiligung) fand jedoch einige Beachtung. Während seine biblischen Oratorien in der zweiten Hälfte des 18. Jahrhunderts und im 19. Jahrhundert in Großbritannien zum Standardrepertoire gehörten, wurde den weltlichen Dramen wenig Beachtung zuteil. Einzelne Aufführungen des Hercules sind in Oxford 1766 und 1768, nochmals in Salisbury 1770 dokumentiert.
1788/89 brachte Samuel Arnold in der Reihe seiner geplanten Händel-Gesamtausgabe eine Partitur des Stückes heraus, was aber der Verbreitung des Oratoriums nicht helfen konnte. Eine der ersten Aufführungen des Stückes außerhalb England fand in Mähren statt: Am 23. Juli 1837 erklang es in Namiest beim Grafen Heinrich Wilhelm von Haugwitz, der selbst Geige spielte und den Künsten zugetan war. Er ließ allein in jenem Jahr zehn verschiedene große Werke Händels aufführen und initiierte bis zu seinem Tod 1842 ein reges Musikleben in seinem Schloss. Möglicherweise lag für diese Aufführung die deutsche Bearbeitung des Librettos vor, welche Ignaz Franz von Mosel in Wien angefertigt hatte und die 1843 als Herkules. Cantate in drei Abtheilungen gedruckt wurde.
Nach der Veröffentlichung der Partitur von Herakles 1859 im Rahmen der Händel-Gesamtausgabe von Friedrich Chrysander mehrten sich die Aufführungen. So war das „musikalische Drama“ noch im gleichen Jahr in Köln und u. a. 1863/64 in Breslau, 1874 in Berlin und Wien, sowie 1875 nochmals in Berlin und auch in Düsseldorf (alle vier Aufführungen unter Joseph Joachim), 1877 in London (unter Henry David Leslie) und in Hamburg (unter Friedrich Adolf Mehrkens), 1885 zu Händels 200. Geburtstag in Halle (unter Johannes Felix Voretzsch) und 1895 in Mainz, sowie 1897 in Hamburg und Leipzig (alles unter Fritz Volbach) zu hören.
Im 20. Jahrhundert wurde es, wie bis dahin immer, konzertant z. B. 1907 in Wien (unter Franz Schalk), 1935 in Cambridge, 1937 wieder in Breslau und 1953 in London aufgeführt. Hier spielte es 1956 auch Charles Farncombe mit seiner „Handel Opera Society“.
Bei den Olympischen Spielen 1936 wurde Hercules (Herakles) am 14. und 16. August 1936 mit 2500 Teilnehmern auf der heutigen Berliner Waldbühne als kultureller Beitrag Berlins mit elf Chören und zwei Sinfonieorchestern aufgeführt, die SA-Wachstandarte bildete einen Bewegungschor, die NS-Frauenschaft stellte weitere Chöre, die musikalische Leitung hatte Fritz Stein. Zur ,Baßverstärkung‘ wurde neben dem Cembalo ein Trautonium, eines der ersten elektronischen Musikinstrumente, welches 1930 von Friedrich Trautwein und Oskar Sala entwickelt worden war, eingesetzt.
Auch hat man im 20. Jahrhundert allmählich entdeckt, dass Händels Komposition als Oper spielbar ist. Erstmals am 4. März 1925 kam es in der Stadthalle von Münster zu einer szenischen Aufführung mit der Regie von Hanns Niedecken-Gebhard – Bewegungschor Kurt Jooss, Bühnenbild Hein Heckroth, Musikalische Leitung Rudolf Schulz-Dornburg – eine Produktion, die auch im gleichen Jahr in Hannover und 1927 im Wiener Konzerthaus wiederholt wurde (Musikalische Leitung hier: Paul von Klenau). Nachdem Niedecken-Gebhard das Stück 1936 ein zweites Mal inszenierte und 1939 die erste szenische Produktion des Hercules in England (Merstham, Surrey) stattfand, setzte sich diese Art der Aufführung zunehmend durch, wie beispielsweise 1993 in New York unter der musikalischen Leitung von Harry Saltzman, im selben Jahr in Tourcoing und Montpellier unter Jean-Claude Malgoire, 1996 auch in Tokyo. Im 21. Jahrhundert dann unter William Christie (Dirigent) und Luc Bondy (Regie) in Paris 2004, Wien 2005, New York und London (beide 2006), 2005 bei den Händel-Festspielen Halle unter Alessandro De Marchi und Fred Berndt (Regie) und 2014 in Toronto unter Harry Bicket und der Regie von Peter Sellars.

## Libretto
Das Libretto wurde von Thomas Broughton (1704–1774) geschrieben, der zu der Zeit Pfarrer der Gemeinde Bedminster in der Nähe von Bristol und Präpendar von Salisbury war. Broughton war ein vielseitiger Theologe und Schriftsteller. Er gab Dryden heraus, übersetzte Voltaire und machte römisch-katholische Literatur für protestantische Zwecke nutzbar. Außerdem war er ein Musikliebhaber, mit Händel befreundet und Subskribent von dessen Aufführungen.
Sein Libretto für Händel basiert auf der Tragödie Die Trachinierinnen von Sophokles und auf den Metamorphosen von Ovid (Neuntes Buch, 134-272). Gegenüber den Vorlagen wurde die Handlung in einigen Punkten verändert. So gibt es bei Broughton – im Gegensatz zu Sophokles – keine Anzeichen für Hercules’ Untreue. Dejaniras Eifersucht gründet also nicht in Hercules’ Verhalten, sondern in ihrem eigenen Wahn. Winton Dean hat darauf hingewiesen, dass sich diese Verwandtschaft mit Shakespeares Dramen in textlichen Zitaten z. B. im Chor über die Eifersucht (Jealousy! infernal pest, Nr. 22) wiederfindet. Die Figur der Iole ist weitgehend von Broughton erfunden, bei Sophokles bleibt sie die ganze Zeit über stumm. Zusätzlich zu diesen Quellen hat Broughton wohl auch die lateinische Tragödie Hercules Oetaeus (deutsch: Hercules auf dem Oeta) verwendet, welche lange Zeit Seneca zugeschrieben wurde. Diese könnte die Vorlagen für Ioles Klage-Szene im ersten Akt und Dejaniras Wahnsinnsszene im dritten Akt geliefert haben, die beide keinen offensichtlichen Ursprung bei Ovid oder Sophokles haben.

## Handlung

### Erster Akt
Königlicher Palast in Trachis, Thessalien. Lichas bemitleidet seine Herrin Dejanira, weil sie über Hercules’ Schicksal klagt und sich um seine Kriegsfahrt ängstigt. Er bittet Jupiter, den Helden zu schützen und ihn zu seiner Gattin zurückzuführen (No longer, fate, relentless frown, Nr. 2). Dejanira klagt über die Abwesenheit Hercules’ (The world, when day’s career is run, Nr. 4). Lichas versucht erfolglos, sie zu trösten. Hyllus berichtet von einem Opferdienst, um das Los des Helden zu erfahren. Dabei sah der Priester Hercules tot dahingestreckt (I feel, I feel the god, he swells my breast, Nr. 5). Dejanira hofft nur noch, im Tod mit ihm vereinigt zu sein (There in myrtle shades reclin‘d, Nr. 6).
Hyllus verspricht, sich aufzumachen, um Hercules’ Schicksal zu erforschen und ihn zurückzubringen, oder selbst unterzugehen (Where congeal‘d the northern streams, Nr. 7). Der Chor ermuntert ihn zu dieser Ruhmestat (O filial piety, Nr. 8). Lichas verkündet, dass Hercules nach seinem Siegeszug gegen Oechalia heimgekehrt sei. Er hat König Eurytos getötet und bringt einen Gefangenenzug mit sich. Dejanira atmet erleichtert auf (Begone, my fears, Nr. 9). Lichas freut sich, dass die Verzweiflung so schnell in Freude umgeschlagen ist (The smiling hours of joyful train, Nr. 10), und der Chor ergänzt, dass man niemals die Hoffnung aufgeben sollte (Let none despair, Nr. 11).
Platz vor dem Palast. Prinzessin Iole, Tochter von Eurytos und von legendärer Schönheit, wurde von Hercules mit nach Trachis gebracht und befindet sich nun unter den Gefangenen. Sie beklagt den Verlust ihrer Freiheit (Daughter of gods, bright liberty, Nr. 12). Ihre Notlage bewegt Hyllus zutiefst. Hercules tritt zu einer Marschmusik des Orchesters (Nr. 13) auf. Obwohl er ihr Land verwüstet und ihren Vater geopfert hat, versichert Hercules Iole, dass sie sich trotz ihres Exils als frei betrachten kann. Prinzessin Iole beklagt den Tod des Vaters (My father!, Nr. 14). Hercules will das Kriegshandwerk aufgeben und sein Alter in Liebe und Glück an der Seite Dejaniras verbringen (The god of battle quits the bloody field, Nr. 15). Der Chor beschließt den Akt mit einem Jubelgesang (Crown with festal pomp the day, Nr. 16).

### Zweiter Akt
Ein Gemach. Iole beneidet Dejanira, die von der Welt entrückt glücklich leben könne (How blest the maid, Nr. 18). Dejanira tritt ein, von Gram aufgebracht (When beauty sorrow’s liv‘ry wears, Nr. 19). Sie wirft Iole vor, dass Hercules durch ihre Schönheit verführt bei Eurytos um Ioles Hand angehalten habe. Weil er abgewiesen worden sei, habe er Oechalia aus Rache zerstört und Iole als Beute mit sich genommen. Iole versichert, dass es für Eifersucht keinen Grund gebe (Ah! think what ills the jealous prove, Nr. 20). Der Chor kommentiert, wie leicht Eifersucht aus einem Truggebilde entstehen kann (Jealousy! infernal pest, Nr. 22).
Hyllus hat sich in Iole verliebt, sie aber kann die Liebe gegenüber dem Sohn des Mörders ihres Vaters nicht erwidern. Hyllus erklärt, dass Götter schon aus Liebe aus dem Olymp herabgestiegen seien (From celestial seats descending, Nr. 24). Der Chor bestätigt, dass die ganze Welt durch die Gesetze der Liebe beherrscht werde (Wanton gods of amorous fires, Nr. 25).
Ein anderes Gemach. Dejanira wirft Hercules vor, dass sein Ruhm verdunkelt worden sei. Er versteht sie nicht und erklärt, dass sein Name immer ruhmvoll sein werde (Alcides’ name in latest story, Nr. 26). Sie beschuldigt ihn, den die ihm von Juno aufgetragenen Arbeiten nicht unterwerfen konnten, nun von der Liebe zu einem gefangenen Mädchen besiegt worden zu sein (Resign thy club and lion’s spoils, Nr. 27). Hercules bestreitet den Vorwurf kurz, geht dann aber zu einem Dankopferfest davon.
Dejanira fühlt sich in ihrer Eifersucht bestätigt (Cease, ruler of the day, to rise, Nr. 28) und kommt auf eine Idee: von Nessos hat sie ein Kleid, das von dessen Blut gefärbt wurde, als Hercules ihn tödlich verwundete. Nessos beteuerte, dass sie mit diesem Kleid Hercules’ Herz zurückgewinnen könne. Sie beauftragt Lichas, Hercules das Gewand als Geschenk zu bringen. Anschließend entschuldigt sie sich bei Iole für ihren Argwohn und tröstet sie, dass sie sich für ihre Freilassung ausspreche. Beide stimmen ein Duett an (Joys of freedom, Nr. 30). Der Chor beendet den Akt mit dem Wunsch einer Versöhnung des Paars (Love and Hymen, hand in hand, Nr. 31).

### Dritter Akt

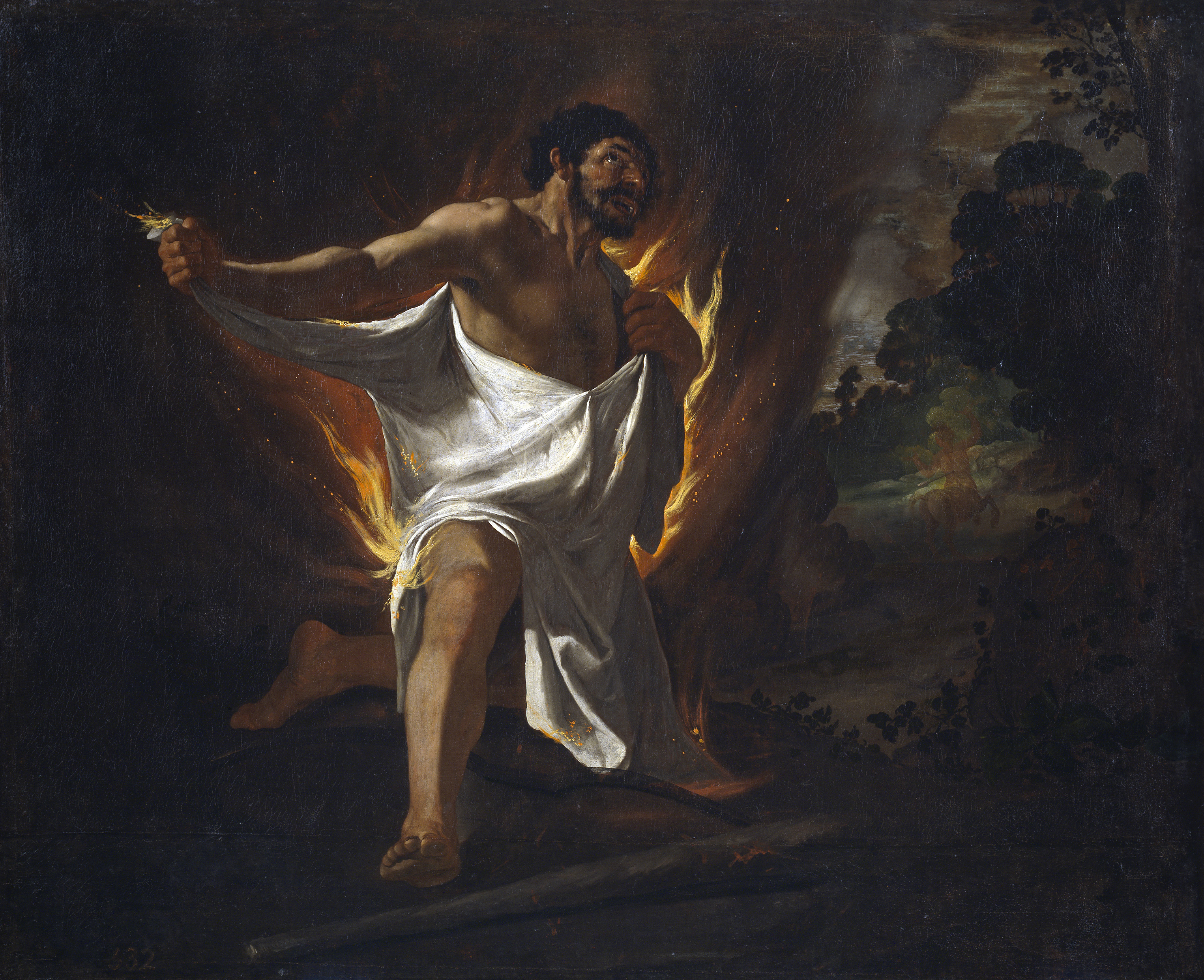
Der Tod des Herkules
Francisco de Zurbarán, Sevilla 1634

Lichas kommt klagend zu den Trachiern und erzählt von dem Geschehen beim Opferfest. Als Hercules dort das von Lichas überreichte Gewand anzog, vergiftete es den Helden, der nun im Todeskampf liegt (O scene of unexampled woe, Nr. 33). Der Chor ist erschrocken, dass der Rächer der Menschheit nicht mehr ist (Tyrants now no more shall dread, Nr. 34).
Tempel des Jupiter. Hercules verflucht Dejanira, die er für seine Qualen verantwortlich macht (Oh Jove! what land is this, Nr. 35). Er bittet Hyllus, ihm auf dem Berg Oeta einen Scheiterhaufen zu errichten, von dem er in den Olymp aufsteigen will. Hyllus wünscht, dass die Nachricht von Hercules’ Tod nicht in Oechalia kund werde (Let not fame the tidings spread, Nr. 37).
Palast. Dejanira erkennt, dass sie Nessos’ Rache an Hercules vollzogen hat (Where shall I fly?, Nr. 38). Als Iole hinzukommt, beschuldigt Dejanira sie, merkt dann aber, dass sie selbst Schuld an dem Unglück hat. Iole hat Mitleid mit ihr (My breast with tender pity swells, Nr. 39).
Ein Priester berichtet die Verbrennung von Hercules’ Leichnam auf dem Oeta, wo ein Adler seine Seele in den Götterkreis erhoben habe. An Iole gibt er Jupiters Wunsch weiter, dass sie Hyllus heiraten möge. Sie willigt ein und stimmt mit Hyllus ein Duett an (Oh prince, whose virtues all admire, Nr. 43). Der Chor preist noch einmal den Helden Hercules (To him your grateful notes of praise belong, Nr. 44).

## Musik

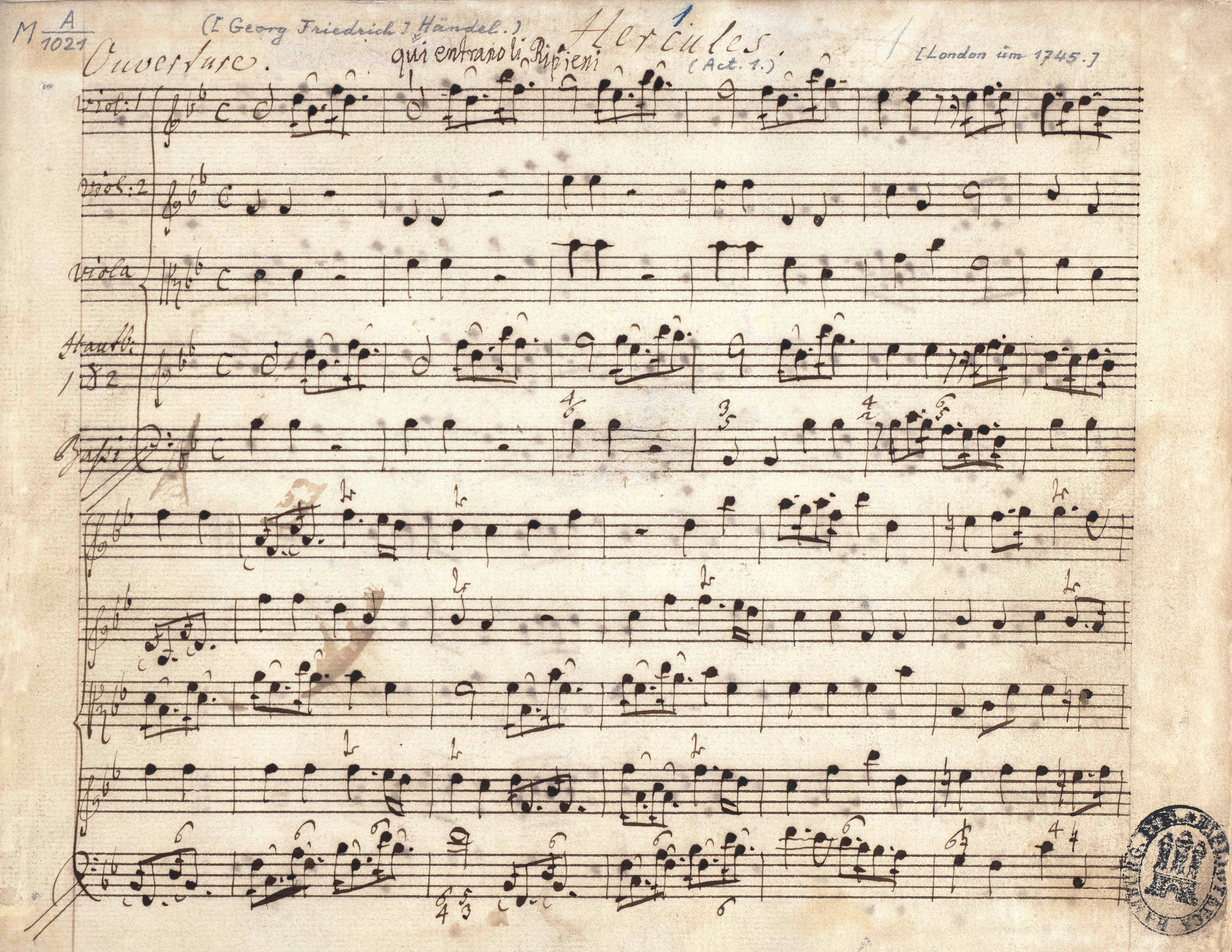
Beginn der Ouverture, Direktionspartitur, London 1744

Während für die Ouvertüre im französischen Stil (mit charakteristischen lombardischen Rhythmen) und das angekoppelte Menuett kaum einen Bezug zur Handlung des Hercules erkennbar ist, haben die beiden Sinfonien, welche jeweils den zweiten und dritten Akt eröffnen, die Aufgabe, dramaturgisch in die beginnende Szene einzuführen. Dejaniras späteres Accompagnato Where shall I fly? (Nr. 38) mit seinen abrupten Affektwechseln, bei Musikologen als „Wahnsinns-Szene“ bezeichnet, zeichnet sich in der Streicher-Sinfonie, welche den dritten Akt eröffnet, schon ab. Im gesamten Werk spielt Chromatik eine ungewöhnlich wichtige Rolle.
Entgegen der ersten Erwartung ist die Titelfigur nicht der Mittelpunkt der Tragödie. Der eher treuherzig anmutende Hercules steht eigentlich eher am Rande. Immerhin bekommt er in jedem Akt einmal die Gelegenheit, seine Gefühlslagen auszubreiten, in denen er sich kämpferisch (The god of battle quits the bloody field, Nr. 15), siegessicher (Alcides’ name in latest story, Nr. 26) oder verwundbar (Oh Jove! what land is this, Nr. 35) zeigt. Während die beiden erstgenannten Nummern Arien sind, ist sein Auftritt im dritten Akt ein Accompagnato, in welchem er zwischen Schmerz und Aufbegehren wechselt.
Die Protagonistin ist vielmehr die sich in blinder Eifersucht verzehrende Dejanira, welche sich im dritten Akt bis zum Wahnsinn steigert. Sie hat sieben Arien: wieder einmal ist der wechselnde Seelenzustand einer weiblichen Hauptrolle das emotionale Zentrum eines Händelschen Werkes. Dejaniras Sehnsucht nach Hercules im ersten Akt hat etwas Übertriebenes, denn sie verfällt leicht in Verzweiflung und sogar in Selbstmitleid. Eine Ausnahme davon ist die Arie Begone, my fears (Nr. 9), einer hochvirtuosen Freude über die Nachricht von Hercules‘ Ankunft. Im zweiten Akt wandeln sich ihre positiven Gefühle für Hercules und die unbegründete Eifersucht auf Iole gewinnt immer mehr an Raum. When beauty sorrow’s livery wears (Nr. 19) hat noch eine düstere mentale Ausgeglichenheit, welche aber in den durch beißende Staccati illustrierten bitteren Spottrufen von Resign thy club (Nr. 27) wie weggeblasen ist. Dagegen ist Cease, ruler of the day (Nr. 28) deprimierend trostlos und das sanfte Duett mit Iole (Joys of freedom, Nr. 30) voller Heuchelei.

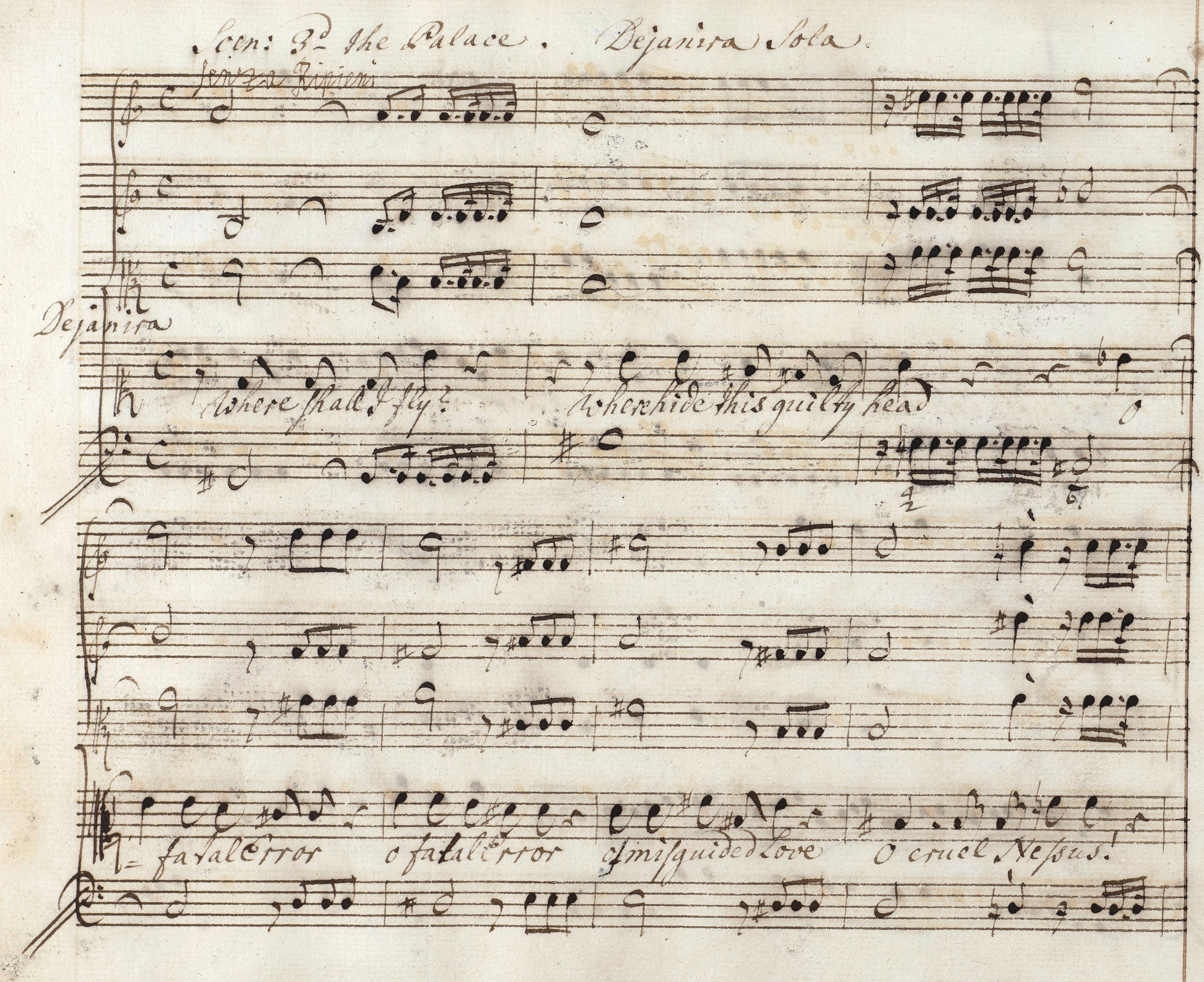
Beginn der Wahnsinns-Szene "Where shall I fly", Direktionspartitur, London 1744

Händel zeichnet diese sich ins pathologisch wandelnden Gemütszustände als Prozess über das ganze Werk, welche letztlich direkt in die Katastrophe und in den Wahnsinn führen. Ihre letzte Szene, in der ihre Vernunft in selbstverschuldetem Schrecken über den Tod ihres Mannes versinkt, ist eine der großartigsten der Musikgeschichte (Where shall I fly?, Nr. 38). Händel verwirft hier nahezu alle Regeln der Komposition: Es bleibt offen, ob es sich hierbei um ein Accompagnato, Arioso oder eine Arie handelt. Vielmehr gehen die Versatzstücke von Dejaniras Seelenqual ineinander über: Schmerz, Hass, Todessehnsucht. Die vielen Tempo- und Stimmungswechsel zeichnen Panik und Verzweiflung. Anrührender können ihre Liebesqualen kaum ausgedrückt werden. Händels Dejanira ist eines der großartigsten Frauenporträts in der gesamten dramatischen Musik.
Die jugendlich frische Iole ist eine charmante Figur, wie sie Händel seinen jüngeren Frauenfiguren verleihen konnte, ohne sie farblos wirken zu lassen. Die für die Francesina komponierte Rolle ist mit sechs Arien und zwei Duetten eine dankbare Partie. Sie beklagt ihren Verlust der Freiheit und versucht in einer schmerzvollen c-Moll-Arie, mit dem Verlust ihres Vaters klarzukommen: (My father!, Nr. 14). Trost keimt im B-Teil auf, dem dann auch kein Da Capo folgt. Vorerst hat sie keinen Platz für die Gefühle der Jugend und weist Hyllus‘ Avancen zunächst in einer mit schnippischen Triolen durchsetzten Arie ab: Banish love from thy breast (Nr. 23). Erst als sie merkt, dass Mitgefühl ihren eigenen Kummer mildern kann, lässt sie für sich in einer innigen Arie die Liebe zu: My breast with tender pity swells (Nr. 39). Auch Iole macht im Laufe des Stückes eine Entwicklung durch, indem sich zu ihrer Unschuld die Erfahrung des Schmerzes als Quelle der Stärke hinzugesellt.
Hyllus hat mit vier Arien und dem Duett mit Iole am Schluss weniger zu singen. Indes haben seine Arien alle einen starken Charakter. Die Figur des Lichas hat für die Handlung wenig Bedeutung. Dennoch hat er sechs Arien, seine erste, No longer, fate, relentless frown (Nr. 2) und die letzte, He, who for Atlas prop’d the sky (Nr. 41) bieten der Partie schöne Gelegenheiten, sängerisch zu glänzen. Dennoch bleibt der Eindruck, dass die Rolle für Susanna Cibber bedeutender gemacht wurde, als ursprünglich im Drama vorgesehen.
Hercules enthält acht Chöre in der Art der griechischen Tragödien, die am Ende eines Aktes oder einer Szene das tragische Geschehen als moralische Instanz mit abwechslungs- und einfallsreicher Musik kommentieren und ein wichtiges dramaturgisches Bindeglied zwischen den handelnden Personen darstellen. Freilich ist die Rolle des Chores mit der in Händels großen Chor-Oratorien, wie z. B. Israel in Egypt oder Judas Maccabaeus nicht vergleichbar. Händel instrumentiert die Chöre im Hercules hier reicher als die Arien. So kommen immer Holzbläser (Oboen und Fagott) dazu (welche sonst selten zu spielen haben): in dem den ersten Akt beschließenden tänzerischen Satz Crown with festal pomp the day (Nr. 16) auch noch Trompeten und Pauken und im Schlusschor To him your grateful notes (Nr. 44) zwei Hörner. Besonders eindrucksvoll ist der in der Mitte des Dramas stehende Chor Jealousy! infernal pest (Nr. 22), in der die Eifersucht zunächst als Pest und Qual verdammt und dann als Gespinst einer unglücklichen Seele (Trifles, light as floating air) beschrieben wird.

### Orchester
Die Orchesterbesetzung von Hercules umfasst die folgenden Instrumente:
- Holzbläser: zwei Oboen, Fagott
- Blechbläser: zwei Hörner, zwei Trompeten
- Pauken
- Streicher: Violinen I–III, Bratschen, Violoncelli, Kontrabass
- Basso continuo (Violoncello, Laute, Cembalo, Orgel).

## Struktur des Oratoriums
Ouverture – Menuetto. (2 Ob, Str, BC)

### Erster Akt
| Scene I   | 1. Accompagnato. Lichas (Str, BC) See, with what sad dejection in her looks      |
|           | 2. Air. Lichas (Str, BC) No longer, fate, relentless frown                       |
|           | 3. Accompagnato. Dejanira (Str, BC) O, Hercules, why art thou absent from me?    |
|           | 4. Air. Dejanira (Str, BC) The world, when day’s career is run                   |
|           | Recitative. Lichas, Dejanira Princess! be comforted, and hope the best!          |
| Scene II  | Recitative. Dejanira, Hyllus, Lichas My son! dear image of thy absent sire!      |
|           | 5. Air. Hyllus (Str, BC) I feel, I feel the god, he swells my breast             |
|           | Recitative. Hyllus, Dejanira He said the sacred fury left his breast             |
|           | 6. Air. Dejanira (Str, BC) There, in myrtle shades reclin’d                      |
|           | Recitative. Hyllus Despair not, but let rising hope suspend                      |
|           | 7. Air. Hyllus (Str, BC) Where congeal’d the northern streams                    |
|           | 8. Chorus. (2 Ob, Str, BC) Oh filial piety! oh gen’rous love!                    |
| Scene III | Recitative. Lichas, Dejanira Banish your fears! Alcmena’s godlike son lives      |
|           | 9. Air. Dejanira (2 Vl, BC) Begone, my fears, fly hence, away                    |
|           | Recitative. Lichas, Hyllus, Dejanira A train of captives, red with honest wounds |
|           | 10. Air. Lichas (2 VL, BC) The smiling hours of joyful train                     |
|           | 11. Chorus. (2 Ob, Str, BC) Let none despair; relief may come though late        |
| Scene IV  | Recitative. Iole, First Oechalian Ye faithful followers of the wretched Iole     |
|           | 12. Air. Iole (2 Vl, BC) Daughter of gods, bright liberty!                       |
|           | Recitative. Iole But hark! the victor comes!                                     |
|           | 13. March. (2 Ob, 2 Trp, Pk, Str, BC)                                            |
|           | Recitative. Hercules Thanks to the pow’rs above                                  |
| Scene V   | Recitative. Hercules, Iole Oechalia’s fall is added to my titles                 |
|           | 14. Air. Iole (Str, BC) My father! ah! methinks I see                            |
| Scene VI  | Recitative. Hercules Now farewell, arms! from hence, the tide of time            |
|           | 15. Air. Hercules (2 Vl, BC) The god of battle quits the bloody field            |
|           | 16. Chorus. (2 Ob, 2 Trp, Pk, Str, BC) Crown with festal pomp the day            |

### Zweiter Akt
| Scene I   | 17. Symfonie. (Str, BC)                                                    |
|           | Recitative. Iole Why was I born a princess, rais’d on high                 |
|           | 18. Air. Iole (Str, BC) How blest the maid ordain’d to dwell               |
| Scene II  | Recitative. Dejanira, Iole It must be so! fame speaks aloud my wrongs      |
|           | 19. Air. Dejanira (2 Vl, BC) When beauty sorrow’s liv’ry wears             |
|           | Recitative. Iole, Dejanira Whence this unjust suspicion?                   |
|           | 20. Air. Iole (2 Vl, BC) Ah! think what ills the jealous prove             |
|           | Recitative. Dejanira It is too sure, that Hercules is false                |
|           | Recitative. Lichas, Dejanira My godlike master?                            |
|           | 21. Air. Lichas (2 Vl, BC) As stars, that rise and disappear               |
|           | Recitative. Dejanira, Lichas In vain you strive his falsehood to disguise! |
|           | 22. Chorus. (2 Ob, Str, BC) Jealousy! infernal pest                        |
| Scene III | Recitative. Hyllus, Iole She knows my passion, and has heard me breath     |
|           | 23. Air. Iole (2 Vl, BC) Banish love from thy breast                       |
|           | Recitative. Hyllus Forgive a passion, which resistless sways               |
|           | 24. Air. Hyllus (2 Vl, BC) From celestial seats descending                 |
|           | 25. Chorus. (2 Ob, Str, BC) Wanton god of amorous fires                    |
| Scene IV  | Recitative. Dejanira, Hercules Yes, I congratulate your titles             |
|           | 26. Air. Hercules (2 Ob, Str, BC) Alcides’ name in latest story            |
|           | Recitative. Dejanira O, glorious pattern of heroic deeds!                  |
|           | 27. Air. Dejanira (Str, BC) Resign thy club and lion’s spoils              |
|           | Recitative. Hercules, Dejanira You are deceived!                           |
|           | 28. Air. Dejanira (Str, BC) Cease, ruler of the day, to rise               |
|           | Recitative. Dejanira, Lichas Some kinder pow’r inspire me, to regain       |
|           | 29. Air. Lichas (2 Vl, BC) Constant lovers, never roving                   |
|           | Recitative. Dejanira But see, the princess Iole. Retire!                   |
| Scene V   | Recitative. Dejanira, Iole Forgive me, princess                            |
|           | 30. Duet. Dejanira, Iole (Str, BC) Joys of freedom, joys of pow’r          |
|           | Recitative. Dejanira Father of Hercules, great Jove, succeed               |
|           | 31. Chorus. (2 Ob, Str, BC) Love and Hymen, hand in hand                   |

### Dritter Akt
| Scene I   | 32. Symfony. (Str, BC)                                                                                                   |
|           | Recitative. Lichas, First Trachinian Ye sons of Trachin, mourn your valiant chief                                        |
|           | 33. Air. Lichas (2 Vl, BC) Oh scene of unexampled woe                                                                    |
|           | Recitative. First Trachinian O fatal jealousy!                                                                           |
|           | 34. Chorus. (2 Ob, Str, BC) Tyrants now no more shall dread                                                              |
| Scene II  | 35. Accompagnato. Hercules (Str, BC) Oh Jove! what land is this, what clime accurst                                      |
|           | Recitative. Hyllus Great Jove! relieve his pains!                                                                        |
|           | 36. Accompagnato. Hercules, Hyllus (Str, BC) Was it for this unnumber’d toils I bore?                                    |
|           | 37. Air. Hyllus (Str, BC) Let not fame the tidings spread                                                                |
| Scene III | 38. Accompagnato. Dejanira (Str, BC) Where shall I fly? where hide this guilty head?                                     |
| Scene IV  | Recitative. Dejanira, Iole Lo! the fair, fatal cause of all this ruin!                                                   |
|           | 39. Air. Iole (Str, BC) My breast with tender pity swells                                                                |
| Scene V   | Recitative. Priest of Jupiter, Dejanira Princess, rejoice, whose heav’n directed hand                                    |
|           | 40. Accompagnato. Priest of Jupiter (Str, BC) His mortal part by eating fires consum’d                                   |
|           | 41. Air. Lichas (2 Vl, BC) He, who for Atlas prop’d the sky                                                              |
|           | 42. Recitative and Accompagnato. Dejanira, Priest of Jupiter (Str, BC) Words are too faint to speak the warring passions |
|           | Recitative. Hyllus, Iole How blest is Hyllus, if the lovely Iole                                                         |
|           | 43. Duet. Iole, Hyllus (Str, BC) Oh prince, whose virtues all admire                                                     |
|           | Recitative. Priest of Jupiter Ye sons of freedom, now, in every clime                                                    |
|           | 44. Chorus. (2 Ob, 2 Hr, Str, BC) To him your grateful notes of praise belong                                            |

## Erfolg und Kritik
« L’année 1744 fut pour Hændel une des plus glorieuses en création, des plus misérables en succès. Il écrivit presque simultanément ses deux oratorios les plus tragiques : le grand drame shakespearien de Belsazar […] et la sublime tragédie à l'antique, Héraklès, « a musical drama », qui marque le faîte du drame musical hændelien, et, l’on peut même dire, de tout le théâtre musical avant Gluck. »

„1744 war aus kreativer Sicht eines der glorreichsten Jahre Händels, aber eines der miserabelsten, was den sichtbaren Erfolg betraf. Er schrieb fast zeitgleich seine beiden tragischsten Oratorien: das große shakespearsche Drama Belshazzar und Hercules – a musical drama, die erhabene Tragödie im antiken Stil, welche den Höhepunkt des Händelschen Musikdramas markiert, ja man könnte sogar sagen, des gesamten Musiktheaters vor Gluck.“

Hercules is a work of supreme genius.

„Hercules ist ein Werk von höchster Genialität.“

Hercules, called a “musical drama” by Handel himself, should be considered the highest peak of late baroque music drama.
Hercules contains no weak or routine music; every number is worked out with meticulous care, with well-turned and always interesting accompaniments and construction. We feel astonishment not only at the consistent beauty of the music but also at its copiousness. […] Hercules is highly dramatic, modern, new, and romantic.

„Hercules, von Händel selbst als „Musikdrama“ bezeichnet, sollte man als Höhepunkt des spätbarocken Musikdramas betrachten.
Hercules enthält überhaupt keine schwache oder routinemäßige Musik; jede Nummer ist mit peinlicher Sorgfalt ausgearbeitet, mit gut abgestimmter und stets interessanter Begleitung und Durchführung. Staunenswert ist diese Musik, nicht nur in ihrer gleichmäßigen Schönheit, sondern auch wegen ihrer Fülle. Hercules ist höchst dramatisch, modern, neu und romantisch.“

## Diskografie (Auswahl)
- Melodram GMS 5.0022-2 (1958): Jerome Hines (Hercules), Fedora Barbieri (Dejanira), Elisabeth Schwarzkopf (Iole), Franco Corelli (Hyllus), Ettore Bastianini (Lichas)
Orchestra e Coro del Teatro alla Scala Milano; Dir. Lovro von Matačić (live, 157 min)
- RCA SER 5569-71 (1967): Louis Quilico (Hercules), Maureen Forrester (Dejanira), Teresa Stich-Randall (Iole), Alexander Young (Hyllus), Norma Lerer (Lichas)
Wiener Akademiechor, Großen Orchester des Österreichischen Rundfunks Wien; Dir. Brian Priestman (157 min, stark gekürzt)
- Archiv 2742 004 (1982): John Tomlinson (Hercules), Sarah Walker (Dejanira), Jennifer Smith (Iole), Anthony Rolfe-Johnson (Hyllus), Catherine Denley (Lichas)
Monteverdi Choir, English Baroque Soloists; Dir. John Eliot Gardiner (152 min, gekürzt)
- Eterna 8 27 741-744 (1984): Hermann Christian Polster (Hercules), Doris Soffel (Dejanira), Kari Lövaas (Iole), Eberhard Büchner (Hyllus), Hebe Dijkstra (Lichas)
Rundfunkchor Leipzig, Rundfunk-Sinfonieorchester Leipzig; Dir. Wolf-Dieter Hauschild (192 min)
- Archiv 469 532-2 (2000): Gidon Saks (Hercules), Anne Sofie von Otter (Dejanira), Lynne Dawson (Iole), Richard Croft (Hyllus), David Daniels (Lichas)
Les Musiciens du Louvre; Dir. Marc Minkowski (176 min, live)
- BelAir/harmonia mundi BAC013 (2004): William Shimell (Hercules), Joyce DiDonato (Dejanira), Ingela Bohlin (Iole), Toby Spence (Hyllus), Malena Ernman (Lichas)
Les Arts Florissants; Dir. William Christie (DVD, 190 min)
- Naxos 8.557960-62 (2008): Peter Kooij (Hercules), Nicola Wemyss (Dejanira), Gerlinde Sämann (Iole), Knut Schoch (Hyllus), Franz Vitzthum (Lichas)
Junge Kantorei, Barockorchester Frankfurt; Dir. Joachim Carlos Martini (190 min)